# ISUジュニアグランプリシリーズ
ISUジュニアグランプリシリーズ（ISU Junior Grand Prix of Figure Skating）は、各地持ち回りで開催されるISUジュニアグランプリ7大会と、7大会の上位選手が出場するISUジュニアグランプリファイナルを含めた総称。国際スケート連盟が主催する。

## 概要
国際スケート連盟(ISU)の定義するジュニアクラスのための世界選手権シリーズで、決勝大会を除き1選手につき2大会まで出場できる。シリーズ各大会の成績上位者が決勝大会であるISUジュニアグランプリファイナルへ進む。男子シングル、女子シングル、ペア、アイスダンス競技が行われる。
ISUが定めるジュニアクラスを対象とした世界選手権には、1975-1976年シーズンから世界ジュニアフィギュアスケート選手権も行われている。

## 歴史
1997-1998年シーズンに6つの国際大会の成績上位者が決勝大会へ進むジュニアクラスのためのISUジュニアシリーズ（ISU Junior Series）が創設された。
翌1998-1999年シーズンより開催規模を拡大し、決勝大会を含め計9大会での開催となり、ISUジュニアグランプリシリーズ（ISU Junior Grand Prix）と名称が改められた。翌1999-2000年シーズンからは、シリーズを構成する大会が毎年変わるようになった。
ペア競技の参加者減少により、2006-2007年シーズンから一部大会でのみのペア競技開催となった。2009-2010シーズンからは規模を縮小し7大会での開催となった。
2020-2021シーズンは新型コロナの大流行などを受けて全試合を中止することを決定した。

## 出場資格
各国・地域に対し、過年度シーズンの世界ジュニアフィギュアスケート選手権の結果に基づき出場枠が与えられ、出場選手は各国・地域の統括団体が決定する。
ISUグランプリシリーズに出場する選手は当ISUジュニアグランプリに出場できない。

## ISUジュニアグランプリファイナル
各大会の成績をポイント化し、総合ポイント上位6名（組）がISUジュニアグランプリファイナルと呼ばれる決勝大会に出場することができる。ISUジュニアグランプリファイナルは、2008-2009年シーズンからISUグランプリファイナルと同時開催されている。

## 開催時期
1997-1998年シーズンに創設されたISUジュニアシリーズでは、第1戦から第6戦までは1997年8月から11月にかけて行われ、ISUジュニアシリーズファイナルは翌1998年3月に実施された。1998-1999年シーズンの開催日程も第1戦から第8戦までを1998年8月から11月にかけて行い、翌1999年3月にISUジュニアグランプリファイナルが行われたが、1999-2000年シーズン以降は、8月ころにスタートし12月のISUジュニアグランプリファイナルで終了する日程となった。

## 競技結果
- 2023/2024 ISUジュニアグランプリシリーズ
- 2022/2023 ISUジュニアグランプリシリーズ
- 2021/2022 ISUジュニアグランプリシリーズ
- 2019/2020 ISUジュニアグランプリシリーズ
- 2018/2019 ISUジュニアグランプリシリーズ
- 2017/2018 ISUジュニアグランプリシリーズ
- 2016/2017 ISUジュニアグランプリシリーズ
- 2015/2016 ISUジュニアグランプリシリーズ
- 2014/2015 ISUジュニアグランプリシリーズ
- 2013/2014 ISUジュニアグランプリシリーズ
- 2012/2013 ISUジュニアグランプリシリーズ
- 2011/2012 ISUジュニアグランプリシリーズ
- 2010/2011 ISUジュニアグランプリシリーズ
- 2009/2010 ISUジュニアグランプリシリーズ
- 2008/2009 ISUジュニアグランプリシリーズ
- 2007/2008 ISUジュニアグランプリシリーズ
- 2006/2007 ISUジュニアグランプリシリーズ
- 2005/2006 ISUジュニアグランプリシリーズ
- 2004/2005 ISUジュニアグランプリシリーズ
- 2003/2004 ISUジュニアグランプリシリーズ
- 2002/2003 ISUジュニアグランプリシリーズ
- 2001/2002 ISUジュニアグランプリシリーズ
- 2000/2001 ISUジュニアグランプリシリーズ
- 1999/2000 ISUジュニアグランプリシリーズ
- 1998/1999 ISUジュニアグランプリシリーズ
- 1997/1998 ISUジュニアシリーズ